# Polskie Koleje Państwowe

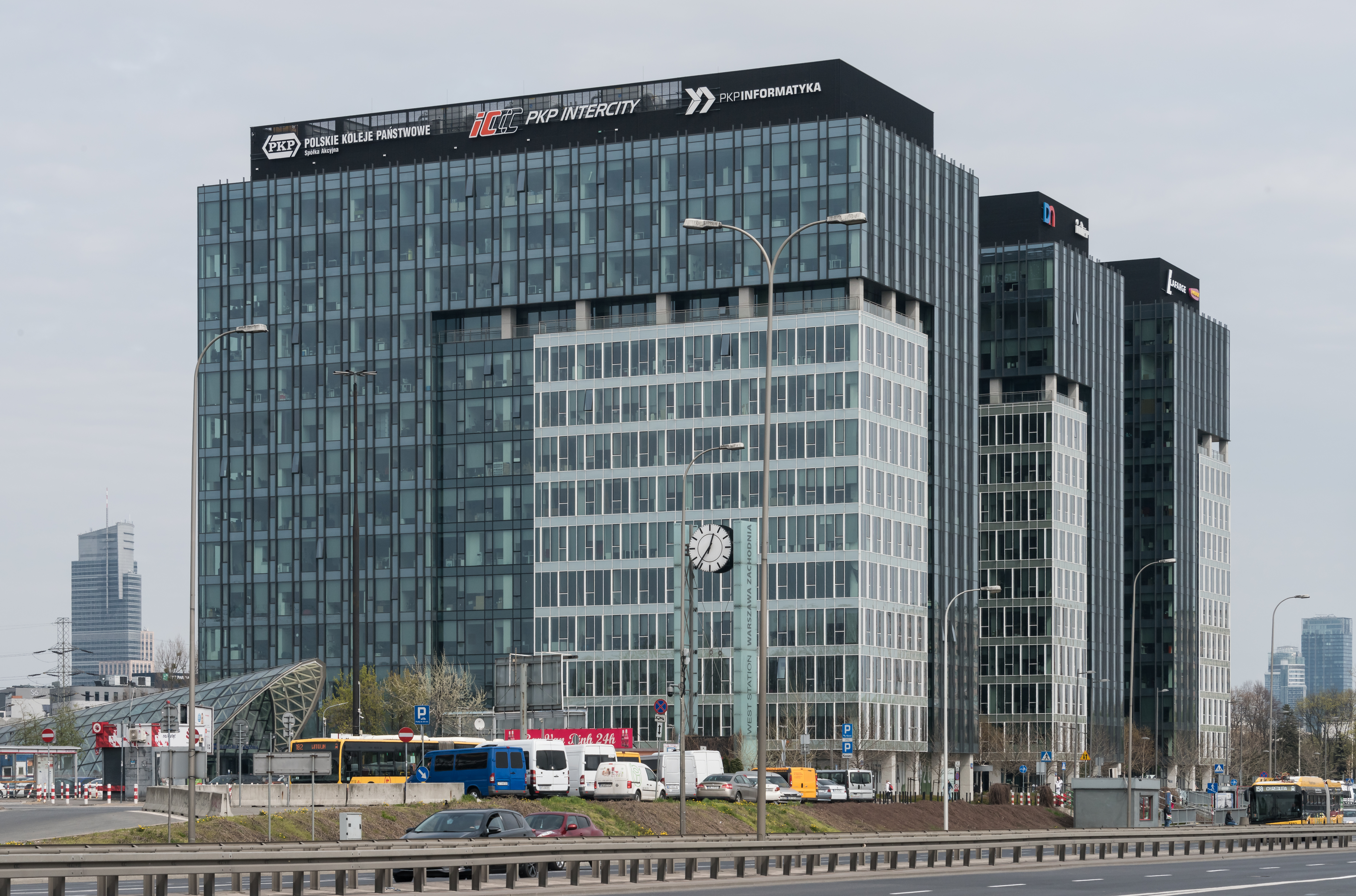
Unternehmenssitz in Warschau

Schienennetz in Polen (2015)

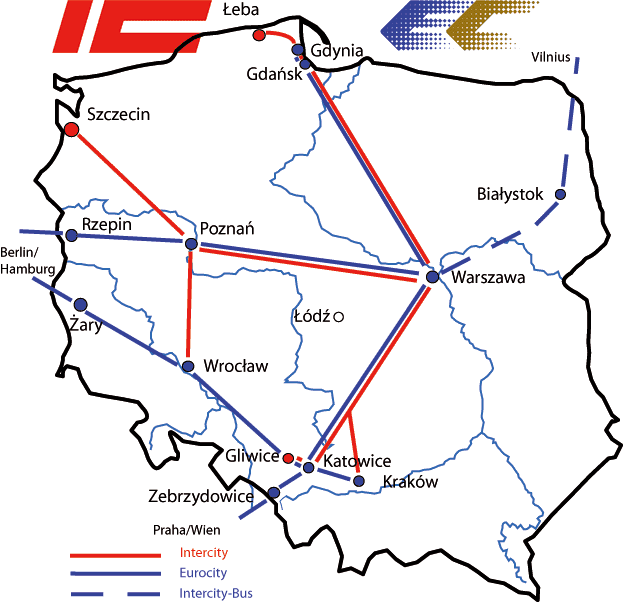
Verbindungen von Intercity und EuroCity in Polen (2006)

Die Polskie Koleje Państwowe (deutsch Polnische Staatsbahnen) sind die größte Eisenbahngesellschaft in Polen.

## Geschichte

### Zwischenkriegszeit
Nach der Wiedererlangung der Unabhängigkeit nach dem Ersten Weltkrieg führte das 1918 gegründete polnische Verkehrsministerium den Eisenbahnbetrieb anfangs direkt durch. Vorrangig war hierbei die Konsolidierung der drei Schienennetze. Hierzu wurden zum Beispiel die verbliebenen Breitspurstrecken im östlichen Landesteil auf 1435 mm umgespurt, nachdem bereits während des Krieges die deutschen Truppen im Zuge ihres Vormarschs nach Osten viele dieser Strecken umgespurt hatten. Die Umstellung auf Normalspur war bis 1929 abgeschlossen. Schon 1921 wurde mit dem Lückenschluss zwischen Kutno und dem bisherigen preußischen Grenzbahnhof Strzałkowo die direkte Bahnstrecke Warszawa–Poznań geschaffen. Außerdem wurde neues (beziehungsweise von anderen Bahnverwaltungen gebrauchtes) Wagenmaterial beschafft. Ein beträchtlicher Teil des Fuhrparks bestand aus preußischen Fahrzeugen, die als Reparationsleistungen aus dem Deutschen Reich kamen. Den 1926 als eigenständiges Unternehmen – bis dahin hatte das Verkehrsministerium das polnische Schienennetz direkt verwaltet – gegründeten PKP oblag in dieser Zeit bis 1939 auch der Transitverkehr durch den polnischen Korridor nach Ostpreußen.
Mitte der 1920er Jahre wurde neben diversen kleineren Netzergänzungen vor allem ein großes Streckenneubauprojekt in Angriff genommen: Um den Seehafen von Gdingen besser an das Hinterland (vor allem an das Bergbaugebiet Oberschlesien) anzubinden, wurde eine fast schnurgerade verlaufende Nord-Süd-Bahnlinie von Gdingen nach Katowice, die sog. Kohlenmagistrale, gebaut. Geldmangel führte allerdings dazu, dass die Kohlenmagistrale nicht von den PKP fertiggestellt und betrieben wurde, sondern von der Francusko-Polskie Towarzystwo Kolejowe SA (FPTK), einer eigens dafür gegründeten polnisch-französischen Gesellschaft.
Mitte der 1920er Jahre setzte zudem einerseits ein starker Wirtschaftsaufschwung in Polen ein, andererseits besserte sich (vorübergehend) das Verhältnis zu den Nachbarländern, was eine Zunahme des Transitverkehrs mit sich brachte. Ausgenommen war das Verhältnis zu Litauen, das sich nach dem Polnisch-Litauischen Krieg in einem kalten Krieg mit Polen befand. So war die Grenze (von Litauen als „Demarkationslinie“ bezeichnet) bis 1938 für jeglichen Verkehr gesperrt.

### Zweiter Weltkrieg
Der Zweite Weltkrieg brachte die Auflösung der PKP mit sich. Im durch Deutschland besetzten Teil Polens westlich der Curzon-Linie wurden die Strecken im sogenannten Generalgouvernement ab 1. November 1939 von der Generaldirektion der Ostbahn (Gedob) betrieben. Im sowjetisch besetzten Teil wurden die Strecken in das Netz der Sowjetischen Eisenbahnen eingegliedert und auf russische Breitspur umgebaut. Nach dem Überfall Deutschlands auf die Sowjetunion im Juni 1941 wurde das wieder rückgängig gemacht. Mit dem Vormarsch der Roten Armee 1944/45 und der Festlegung der Curzon-Linie als neue Staatsgrenze zwischen der Sowjetunion und Polen verblieb das Streckennetz östlich der neuen Staatsgrenze an Bug und San endgültig in der Sowjetunion. Es liegt heute anteilig in der Ukraine und Belarus.
Durch den schnellen Vormarsch der Roten Armee ins deutsche Kernland blieben die Bahnstrecken Schlesiens, Hinterpommerns und Ostpreußens weitgehend intakt, so dass der Betrieb wieder aufgenommen werden konnte. Auf vielen Strecken wurde jedoch das zweite Gleis entfernt und als Reparationsleistung in die Sowjetunion transportiert. Da die Polen über genügend Personal verfügten, setzten die Deutschen ihre Arbeit fort und wurden erst 1946 deportiert. Die Umbenennung der Bahnhöfe dauerte einige Zeit und sorgte oft für Verwirrung, da die verordneten polnischen Namen erneut geändert wurden.
Karten des polnischen Eisenbahnnetzes spiegeln sich noch immer in den neugezogenen Grenzen wider, da in den 1945 annektierten Gebieten die Eisenbahnlinien relativ dicht sind. Auf dem ehemaligen Territorium des Kongresspolens existierten jedoch nur wenige Hauptlinien, die im 19. Jahrhundert gebaut worden waren.

### Nach 1945
Die PKP wurden bald nach der Wiedererrichtung der polnischen Verwaltung neu gegründet. In der kommunistischen Ära (→ Volksrepublik Polen) wurde Polen zu einem Transitland zwischen der Sowjetunion und der DDR. Nach den politischen Unruhen in Polen von 1981 und dem Erstarken oppositioneller Kräfte wurde das Netz der PKP im Transitverkehr teilweise umgangen. 
Ab 1986 gab es eine Polen umgehende Eisenbahnfährlinie zwischen Mukran auf Rügen und Klaipėda in Litauen. Bedeutsam blieb lediglich der militärische Schienengüterverkehr zwischen der Sowjetunion und der DDR (siehe auch Gruppe der Sowjetischen Streitkräfte in Deutschland).
Die 394 km lange Bahnstrecke Hutnicza–Szerokotorowa (LHS) von Wolodymyr (nahe der Grenze zwischen Polen und der Ukraine) nach Sławków Południowy wurde Ende der 1970er Jahre in russischer Breitspur errichtet. 
Sie verläuft (in Ost-West-Richtung) in Südostpolen. 
Nach dem Zerfall der Sowjetunion 1990/91 bemühten sich die PKP um einen Ausbau von Transitverkehrsachsen, insbesondere der Bahnstrecke Warszawa–Poznań (Warschau–Posen).

### Nach 1989
Erste Schritte zu einer Privatisierung wurden schon 1990 mit dem ersten Privatisierungsgesetz eingeleitet, durch das eine Reihe von Tochtergesellschaften gegründet wurden, in denen die PKP 51 % halten sollten; die ersten so gegründeten Unternehmen waren in den Bereichen Logistik (Trade Trans, Kolsped, Polcont, Chem Trans Logistic), der Herstellung und Installation von Verkehrsleit- und Signalsystemen (Adtranz ZWUS Signal Katowice, KZL Bydgoszcz, Koltel) und in Randtätigkeiten wie Verlage und Druckereien tätig. 1991 und 1992 wurden insgesamt 80 weitere Tochtergesellschaften in den Bereichen Instandhaltung, Ersatzteilproduktion, Ingenieurswesen und Bau ausgelagert und der Personalbestand erheblich abgebaut. 1997 wurde schließlich der gesamte Bereich Traktion ausgelagert. Es folgten die Ausgründung der Bereiche Passagiere, Fracht und Infrastruktur (wobei Traktion und Fracht 1999 wieder zusammengelegt wurde).
Die PKP sind seit dem 1. Januar 2001 eine Aktiengesellschaft. Sie ist als Holdinggesellschaft strukturiert und in insgesamt 24 Gesellschaften gegliedert. Die wichtigsten sind die PKP Polskie Linie Kolejowe (Gleise und Infrastruktur), die PKP Cargo (Güterverkehr) sowie die PKP Intercity (Personenfernverkehr). Die PKP S.A. selbst befindet sich im Besitz des polnischen Staates. Das Gesetz schuf darüber hinaus das Amt für Bahntransport (Urząd Transportu Kolejowego) als Regulierungsbehörde, das für Verkehrsregelung und Verkehrstechnik, Eisenbahnaufsicht und Verkehrssicherheit zuständig ist. Bei der Liberalisierung des Güterverkehrs hält sich Polen an das von der EU vorgegebene Tempo. Ab dem 1. Januar 2008 wurde der Binnengüterverkehr liberalisiert. Auch der Personennahverkehr wurde als Przewozy Regionalne S.A. (PR) aus der PKP-Gruppe ausgegliedert und 2008 alle Aktien auf die 16 Woiwodschaften übertragen. Die PKP halten an dem Unternehmen keine Aktien mehr.
Nach einem Verlust von 674 Mio. Złoty für das Jahr 2009 waren die PKP 2010 mit 5 Mrd. Złoty bzw. 1,25 Mrd. Euro verschuldet.

## Die PKP heute

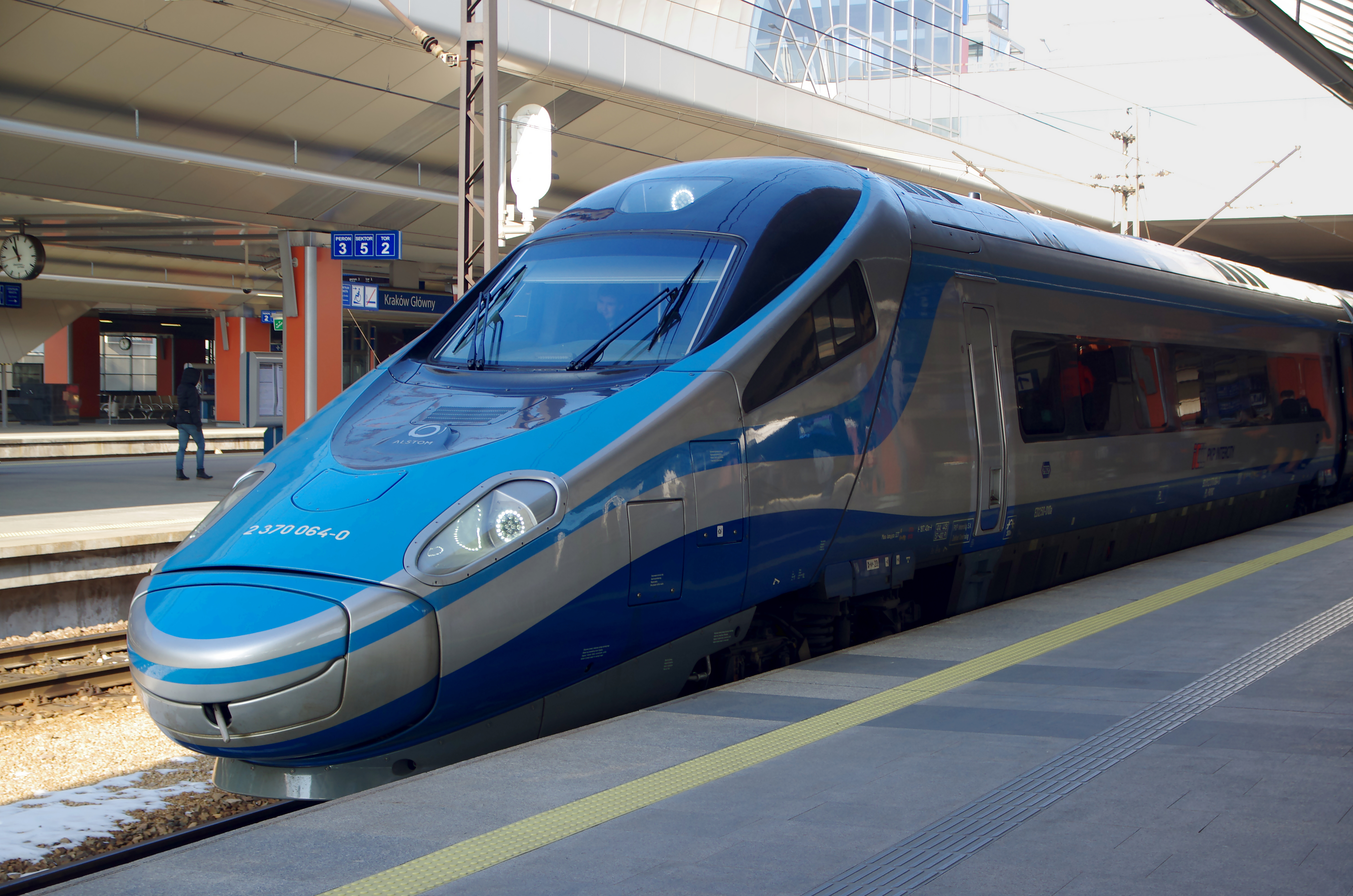
Hochgeschwindigkeitszug der Baureihe ED250

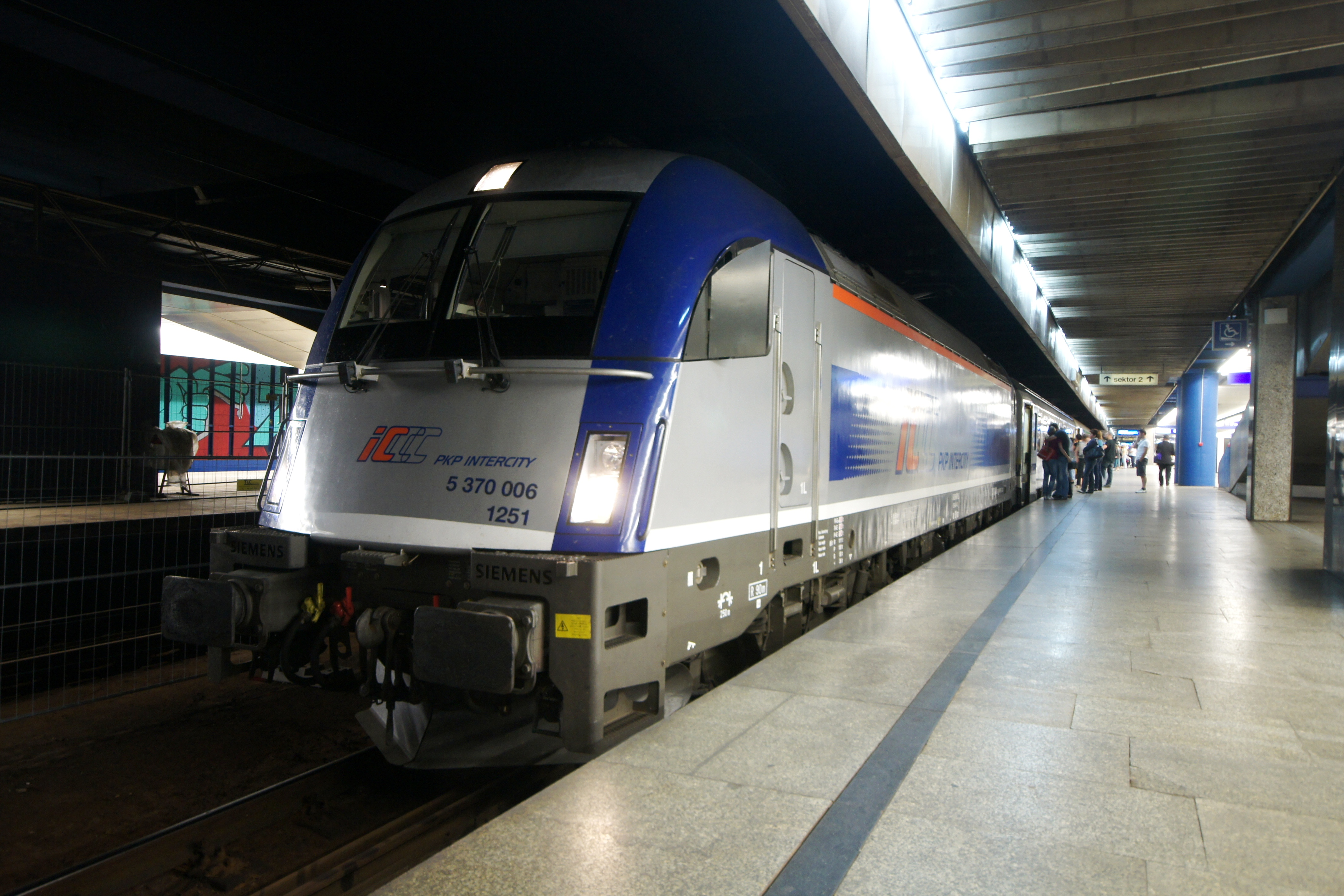
Lokomotive Siemens ES64U4, seit 2008 als Husarz im Einsatz bei PKP

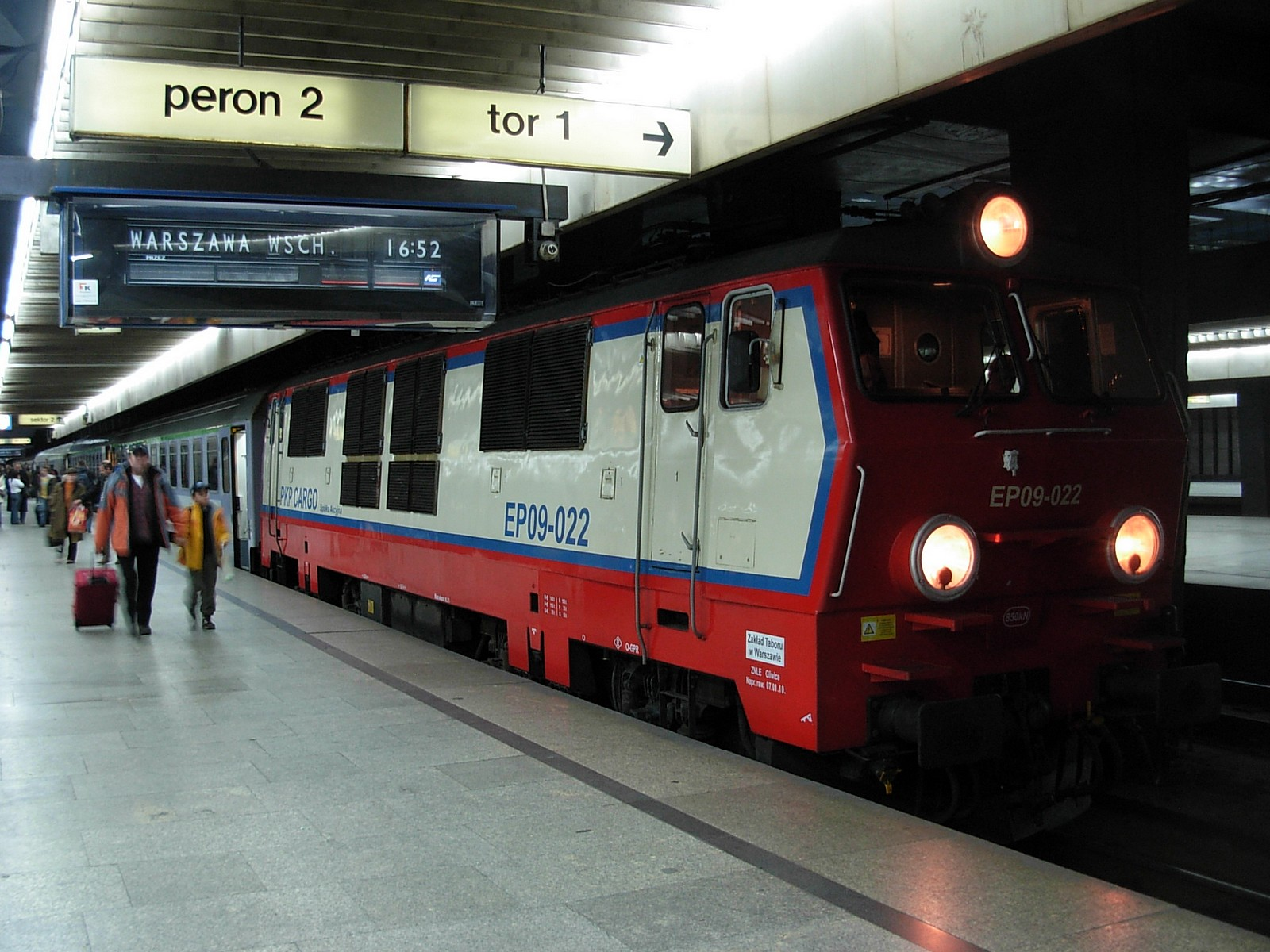
Schnellste in Polen entwickelte Elektrolokomotive EP09

Die PKP spielen auch nach dem starken Wachstum des Individualverkehrs in Polen eine wichtige Rolle für das polnische Verkehrswesen.

### Organisationsstruktur
Die PKP S.A. ist der Geschäftsform nach eine Aktiengesellschaft, deren Aktien sich zu 100 % in Staatsbesitz befinden. Zur Grupa PKP gehören Unternehmen wie:
- PKP Cargo S.A. – Güterverkehr
  - PKP Cargo International
- PKP Intercity S.A. – Personenfernverkehr
  - PKP Intercity Remtrak – Instandhaltung
  - WARS S.A. – Schlaf- und Speisewagen
- PKP Szybka Kolej Miejska w Trójmieście Sp. z o.o. – S-Bahn in der Dreistadt (Gdańsk, Gdynia und Sopot)
- PKP Linia Hutnicza Szerokotorowa Sp. z o.o. – Infrastrukturbetreiber und Eisenbahnverkehrsunternehmen auf der Breitspurstrecke mit Sitz in Zamość
- PKP Informatyka Sp. z o.o. – IT-Dienstleistungen
- PKP TELKOL
- Xcity Investment sp. z o.o – Immobilienverwaltung der PKP S.A., Entwicklung und Ausführung von Infrastrukturprojekten

An PKP Polskie Linie Kolejowe hält die PKP eine Minderheitsbeteiligung.

### Liniennetz

#### Internationale Verbindungen
Die wichtigste Rolle spielt hierbei neben dem Regionalverkehr der Transitverkehr sowohl von den Seehafenstädten Stettin und Danzig nach Tschechien, der Slowakei und Südosteuropa.
Der Ost-West-Transitverkehr nutzt vor allem die Strecke von Frankfurt (Oder) über Posen und weiter nach Warschau, u. a. mit dem Berlin-Warszawa-Express, ein Eurocity, der mit fünf Zugpaaren täglich zwischen den beiden Hauptstädten verkehrt. Östlich von Warschau gehören zur Ost-West-Achse vor allem die Strecken nach Brest (–Minsk–Moskau), Suwałki an der Grenze zu Litauen (–Kaunas–Riga/–Vilnius) und Kowel in der Ukraine (–Kiew). Die Verbindung von Warschau nach Vilnius wurde einige Jahre unter dem Namen Autobus-Intercity als Fernbuslinie betrieben.
Weiter südlich befindet sich die Ost-West-Transitstrecke von Cottbus (Grenzübergang Forst (Lausitz)) über Żagań, Breslau, Katowice und Krakau nach Przemyśl, ebenfalls an der ukrainischen Grenze. Hier verkehrte bis zum Fahrplanwechsel im Dezember 2014 der Eurocity „Wawel“ (Hamburg–)Berlin–Cottbus–Breslau(–Krakau).

#### Grenze zur Breitspur
Da die Länder östlich von Polen eine andere Spurweite benutzen, ist dort ein Umladen der Güter beziehungsweise die Umspurung der Wagen notwendig. Obwohl seit den 1960er Jahren Technologien zur automatischen Umspurung existieren, haben derartige Systeme bis heute keine große Bedeutung. Reisezüge werden üblicherweise durch Wechsel der Drehgestelle umgespurt, Güter werden an der Grenze umgeladen. Standard zur Umspurung ist heute das polnische System SUW 2000, auf dem auch deutsche Wagen mit Rafil-V-Radsätzen automatisch umgespurt werden können.

### Streckennetz
Einige Strecken befinden sich im Ausbau, so die Strecken Frankfurt (Oder)–Poznań–Warszawa–Terespol, Świnoujście–Szczecin (–Warszawa), Poznań–Wrocław–Katowice, Šeštokai (LT)–Suwałki–Warszawa, Przemyśl–Kraków–Katowice und Warszawa–Katowice. Langfristig sind Neubaustrecken von Danzig nach Warschau, von Warschau nach Terespol, von Warschau über Łódź nach Breslau und Posen (300 km/h) sowie eine Umgehungsstrecke östlich um das oberschlesische Industriegebiet als Bestandteil der Verbindung Warschau–Prag geplant.
Dem innerpolnischen Fernverkehr dient eine Neubaustrecke von Warschau nach Süden in die Städte Krakau und Katowice.
Für den grenzüberschreitenden Güterverkehr auf der Ost-West-Relation hat die PKP Polskie Linie Kolejowe die sogenannte Niederschlesische Gütermagistrale vollständig elektrifiziert und zweigleisig ausgebaut. Die Achse führt von Breslau über Miłkowice und Węgliniec weiter nach Deutschland und bindet unter Umgehung der Großräume Berlin und Dresden an das Netz in Deutschland an.

### Zuggattungen der PKP

#### Fernverkehr
Fernzüge betreiben die PKP unter folgenden Klassenbezeichnungen:
- EuroCity (EC): Züge im internationalen Verkehr auf den wichtigsten Fernverkehrsstrecken – reservierungspflichtig,
- Express InterCity Premium (EIP): Hochgeschwindigkeitszüge im nationalen Verkehr, werden von modernen und komfortablen Triebzügen (Pendolino) der PKP Intercity bedient – reservierungspflichtig
- Express InterCity (EIC): Züge im nationalen Verkehr auf den wichtigsten Fernverkehrsstrecken, bedient durch die neuesten Wagen, mit Klimaanlage, oft auch mit Wi-Fi – reservierungspflichtig,
- Intercity (IC): Die Marke IC ist eine ab Dezember 2014 neu eingeführte Zugkategorie. Sie umfasst neues bzw. modernisiertes Wagenmaterial, welches mit ergonomischen Sitzen, Klimaanlage, sowie Telefonsignalverstärker ausgestattet ist. Des Weiteren besitzen Züge der Kategorie IC einen Bar- bzw. Speisewagen. Preislich ist die Zugkategorie mit den TLK-Zügen gleichzusetzen[7]
- Twoje Linie Kolejowe (TLK): Billig-Schnellzüge und -Nachtzüge im Fernverkehr – reservierungspflichtig. Die Züge dieser Kategorie besitzen seit Dezember 2014 keine Bar- bzw. Speisewagen, sondern nur noch einen „SnackPoint/Imbiss im Zug“. Langfristig soll diese Marke komplett verschwinden, so Zuzana Szopowska, Pressesprecherin von PKP Intercity.[8]

#### Regional- und Nahverkehr

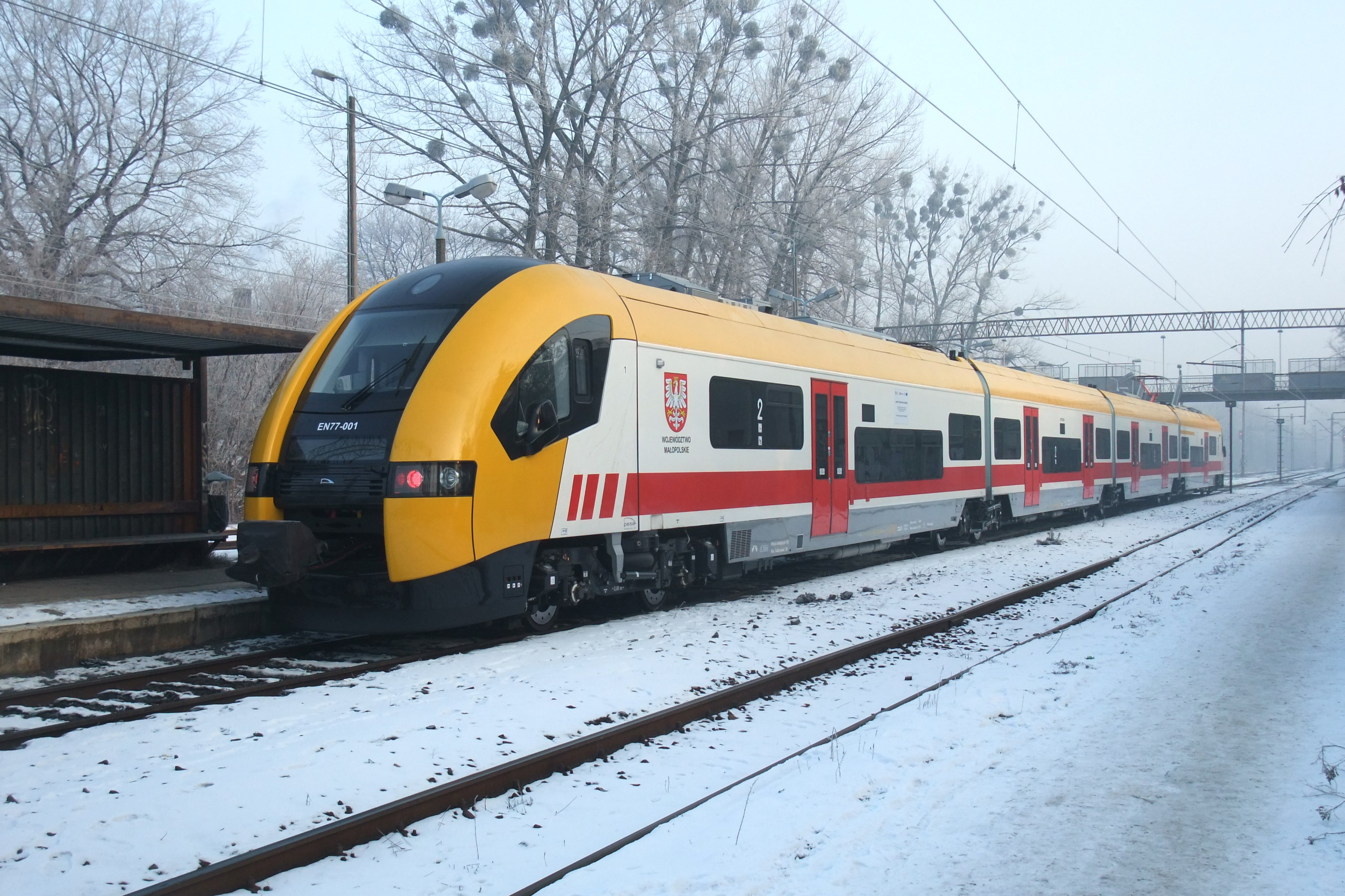
EN77 in Chrzanów

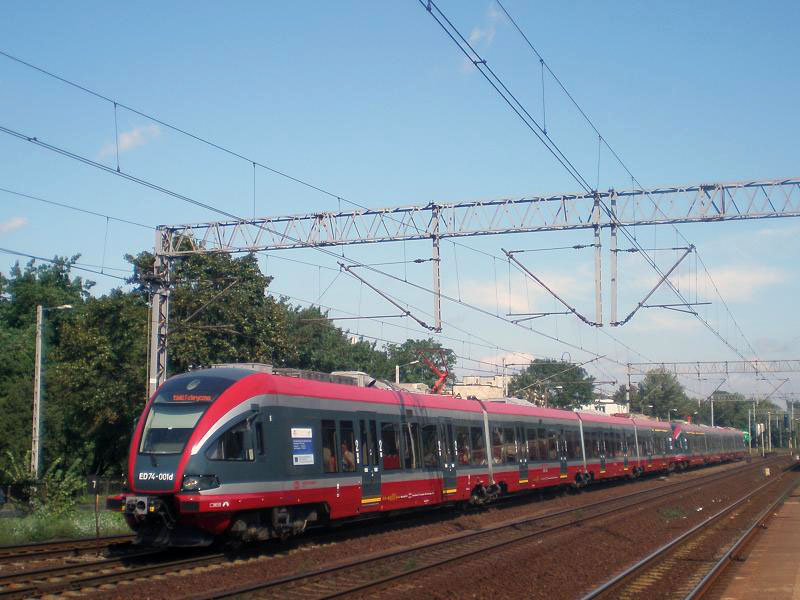
Bei PESA hergestellter Triebzug ED74

Der Regionalverkehr wurde als Przewozy Regionalne (PR) aus der PKP ausgegliedert und gehört somit nicht mehr in die PKP-Gruppe.
In Polen sind folgende Bezeichnungen für Zugklassen üblich:
- Regioekspres: (Schnellzug) der Regionalverkehrsgesellschaft, bedient durch die neusten Wagen, mit Klimaanlage und Wi-Fi
- Interregio: (Schnellzug) der Regionalverkehrsgesellschaft
- Regio (früher osobowy): Schienenpersonennahverkehrszug

Die Regio-Züge heißen bei vielen Reisenden und PKP-Mitarbeitern immer noch osobowy (Personenzug).

### Preissystem in Polen
Grundsätzlich gilt in polnischen Zügen ein stark degressives Preissystem. Auf speziellen internationalen Verbindungen, beispielsweise dem Berlin-Warszawa-Express (seit dem 14. Juni 2009 nur noch eingeschränkt) und dem IC-Nachtbus Warschau–Vilnius, wird ein Globalpreissystem angewendet, wodurch für Vor- und Nachlauf separate Fahrscheine zu lösen sind. Abschnitte der Fern- und der Nahverkehrsgesellschaft werden separat berechnet. Internationale Fahrscheine gelten bei beiden Gesellschaften.

## Elektrifizierung
Die Elektrifizierung der Strecken der PKP begann 1936. Es wird bis heute Gleichstrom mit einer Spannung von 3 kV benutzt. Am 1. Januar 2011 waren von den 19276 Streckenkilometern, die von den PKP betrieben werden, 11481 km elektrifiziert. Der benötigte Strom wird in den Unterwerken aus dem öffentlichen, mit 15 kV betriebenen Mittelspannungsnetz entnommen, auf 3 kV herabtransformiert und gleichgerichtet.